# Польова гармата

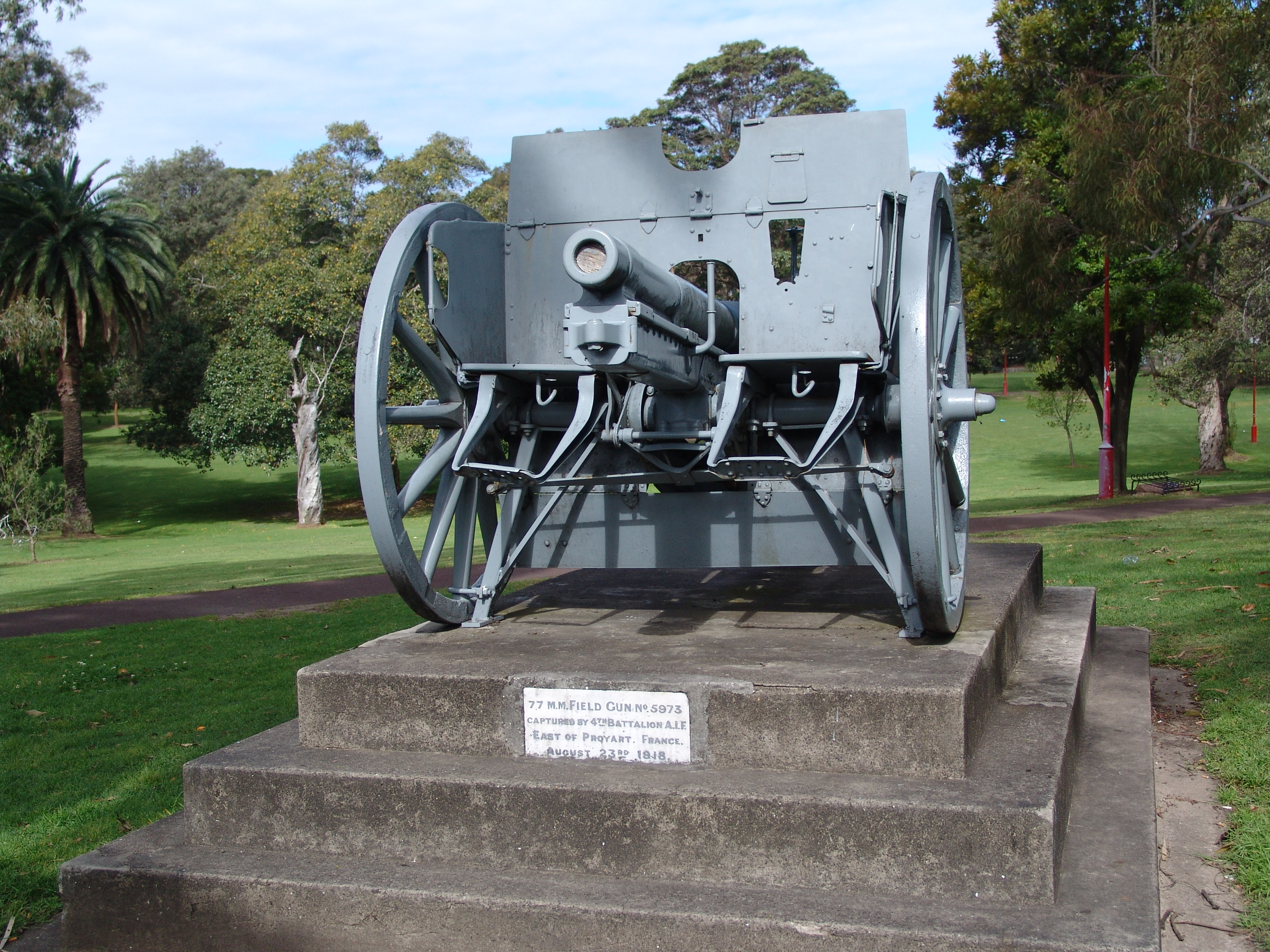
Німецька польова 77 мм гармата часів Другої світової війни.

Польова гармата є складовою частиною польової артилерії. Спочатку цей термін вживали щодо малих гармат, які супроводжували польову армію на марші, які можна було пересувати на полі бою відповідно обстановці (польова артилерія), на відміну від гармат, які були встановлені у фортах (фортечна або берегова артилерія) або облогових гармат та мортир, які були дуже великими для швидкого пересування і використовувалися лише при тривалій облозі.
Можливо самим видатним використанням цього терміна є тактика, яку застосовували у часи Наполеона Бонапарта, коли великі колеса дозволяли швидко пересувати гармати навіть під час бою. Пересуваючи гармати по полю бою, отримували можливість знищення ворожих сил для легшого знищення ворога невеликими загонами піхоти або кавалерії, сильно впливаючи на загальну ефективність атак.

## Перша світова війна

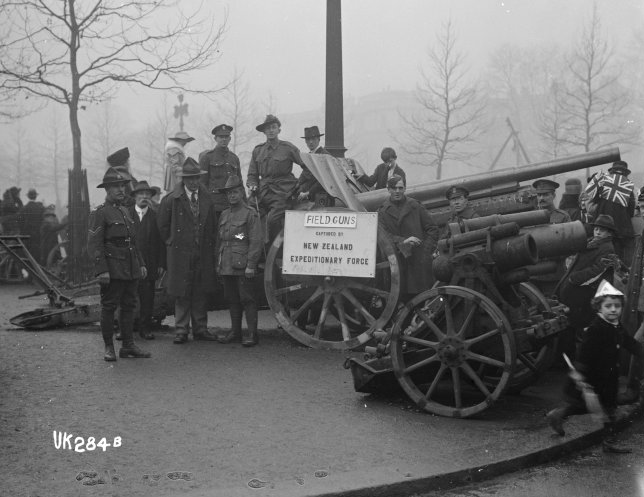
Німецькі польові гармати захоплені новозеландськими солдатами на виставці у Лондоні, 1918

Через те, що розвиток артилерії не припинявся, майже всі гармати будь-якого розміру можна було рухати з деякою швидкістю. За невеликим винятком, навіть великі облогові гармати отримали мобільність на дорозі або на рейках на початок Першої світової війни, а подальший розвиток ставив на меті створення малої високоманевреної зброї. Навіть німецькі надважкі гармати часів Другої світової війни могли рухатися залізничними коліями або за допомогою гусеничних рушіїв.
На британській службі польовими гарматами вважалися будь-які гармати калібром до 4,5 дюймів — великі гармати вважалися середніми, а ще більші вважалися важкими. Їхньою найбільшою гарматою (на відміну від гаубиці) була 5,5-дюймова (140 мм) Medium, з дальністю стрільби у 13-14 км.

## Друга світова війна
З початку Другої світової війни термін почали використовувати для далекобійної артилерії при відносно малому куті, на відміну від гаубиць які стріляли при великих кутах. Польові гармати також не мають спеціального призначення, такого як протитанкова або берегова артилерія. На пізніх етапах війни Другої світової війни більша частина артилерії була представлена гаубицями калібрів від 105 мм до 155 мм або у вигляді гібридних протитанкових/польових гармат які мали достатньо велику дулову швидкість для виконання обох ролей. Найбільш загальними польовими гарматами того періоду були британська 5,5 дюймова, американська 155 мм Long Tom (подальший розвиток французької гармати часів Першої світової) та радянська БС-3 гармати- артилерійська зброя перероблена з морської гармати для посилення протитанкової ролі.

## 1960-ті
Армія США випробувала далекобійні гармати знову у 1960-ті за допомогою гармати M107 175 мм. M107 широко використовували під час війни у В'єтнамі, де вони довели свою ефективність під час артилерійських дуелей з північно-в'єтнамськими військами. Їх вважали предметом підвищеного обслуговування та були списані зі служби у армії США після численних тріснутих стволів. Виробництво M107 продовжувалося протягом 1980-х і залишалася на службі у збройних силах Ізраїлю та залишається на складах інших колишніх операторів, наприклад у збройних силах В'єтнаму.

## Сучасність
Сьогодні польова артилерія, здається, вже втратила своє колишнє значення. Клас малої та високомобільної артилерії був заповнений переносними мінометами, які замінили майже всі типи гармат, калібр яких менше 105 мм. Гармати-гаубиці заповнили середню нішу, крім того у світі швидко розповсюдилися стандарти у 155 мм НАТО або у 152 мм колишнього СРСР. Ніша далекобійної артилерії заповнена реактивною артилерією або літаками. Сучасні гармати, наприклад L118 105-мм легка гармата, використовують для вогневої підтримки та бронепробиття на відстанях, які не доступні мінометам. Для переносних мінометів не вистачає дальності або вогневої потужності гармат. Між ними знаходиться буксирований міномет; ця зброя (зазвичай калібру 120 мм) доволі легка для буксирування на машині типу Land Rover, має дальність стрільби понад 6000 м і стріляє бомбами, які по вазі можна порівняти з вагою артилерійського снаряда.